# یو-یو ما
یو-یو ما (به انگلیسی: Yo-Yo Ma)، (زادهٔ ۷ اکتبر ۱۹۵۵، پاریس) نوازندهٔ نامی ویولنسل آمریکایی چینی‌تبار است. او را یکی از برترین نوازندگان این ساز در قرن اخیر دانسته‌اند.
او در ۷سالگی برای جان اف. کندی، رئیس‌جمهور وقتِ ایالات متحدهٔ آمریکا، ساز نواخت، در مدرسه جولیارد به تحصیل پرداخت، و در ۱۵سالگی در ارکستر سمفونی دانشگاه هاروارد به‌عنوان نوازندهٔ میهمان شرکت کرد. او نهایتاً از همان دانشگاه هاروارد فارغ‌التحصیل شد.
یو-یو ما از سال ۲۰۰۶ سفیر صلح سازمان ملل در موضوع جوانان است.
او در سال ۲۰۱۷ به خاطر آلبوم Sing Me Home برندهٔ پنجاه و نهمین جایزهٔ موسیقی گرَمی شد.

## جوایز
دکترای افتخاری
- ۲۰۰۵ دانشگاه پرینستون

دکترای افتخاری
- ۲۰۰۴ دانشگاه آمریکایی بیروت

Avery Fisher Prize
- 1978

Dan David Prize
- 2006

Award of Distinction (International Cello Festival)
- 2007

Grammy Award for Best Chamber Music Performance:
- 1996 Brahms/Beethoven/Mozart: Clarinet Trios (Sony 57499)
- 1993 Brahms: Sonatas for Cello & Piano (Sony 48191)
- 1992 Brahms: Piano Quartets Op. 25, Op. 26) (Sony 45846)
- 1987 Beethoven: Cello and Piano Sonata No. 4 in C & Variations (CBS 42121)
- 1986 Brahms: Cello and Piano Sonatas in E Minor Op. 38, and F Op. 99 (RCA 17022)

Grammy Award for Best Instrumental Soloist(s) Performance:
- 1998 Yo-Yo Ma Premieres - Danielpour, Kirchner, Rouse (Sony Classical 66299)
- 1995 The New York Album - Works of Albert, Bartók & Bloch (Sony 57961)
- 1993 Prokofiev: Sinfonia Concertante/Tchaikovsky: Variations on a Rococo Theme (Sony 48382)
- 1990 Barber: Cello Concerto, Op. 22/Britten: Symphony for Cello and Orchestra, Op. 68 (CBS 44900)

Grammy Award for Best Instrumental Soloist Performance:
- 1985 Bach: The Unaccompanied Cello Suites (CBS 37867)

Grammy Award for Best Classical Contemporary Composition:
- 1995 The New York Album, Stephen Albert: Cello Concerto (Sony 57961)

Grammy Award for Best Classical Album:
- 1998 Yo-Yo Ma Premieres - Danielpour, Kirchner, Rouse (Sony Classical 66299)

Grammy Award for Best Classical Crossover Album:
- 2004 Obrigado Brazil (Sony 89935)
- 2001 Appalachian Journey (Sony 66782)
- 1999 Soul of the Tango - The Music of آستور پیاتزولا (Sony Classical 63122)

Latin Grammy for Best Instrumental Album
- 2004 Obrigado Brazil (Sony 89935)

Glenn Gould Prize
- 1999

## نگارخانه

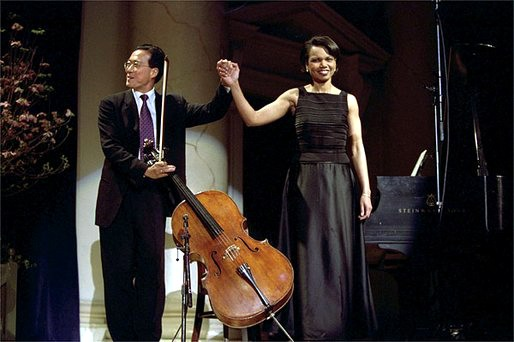
اجرای مشترک یویوما (ویولنسل) و کاندولیزا رایس (پیانو) در ۲۰۰۲
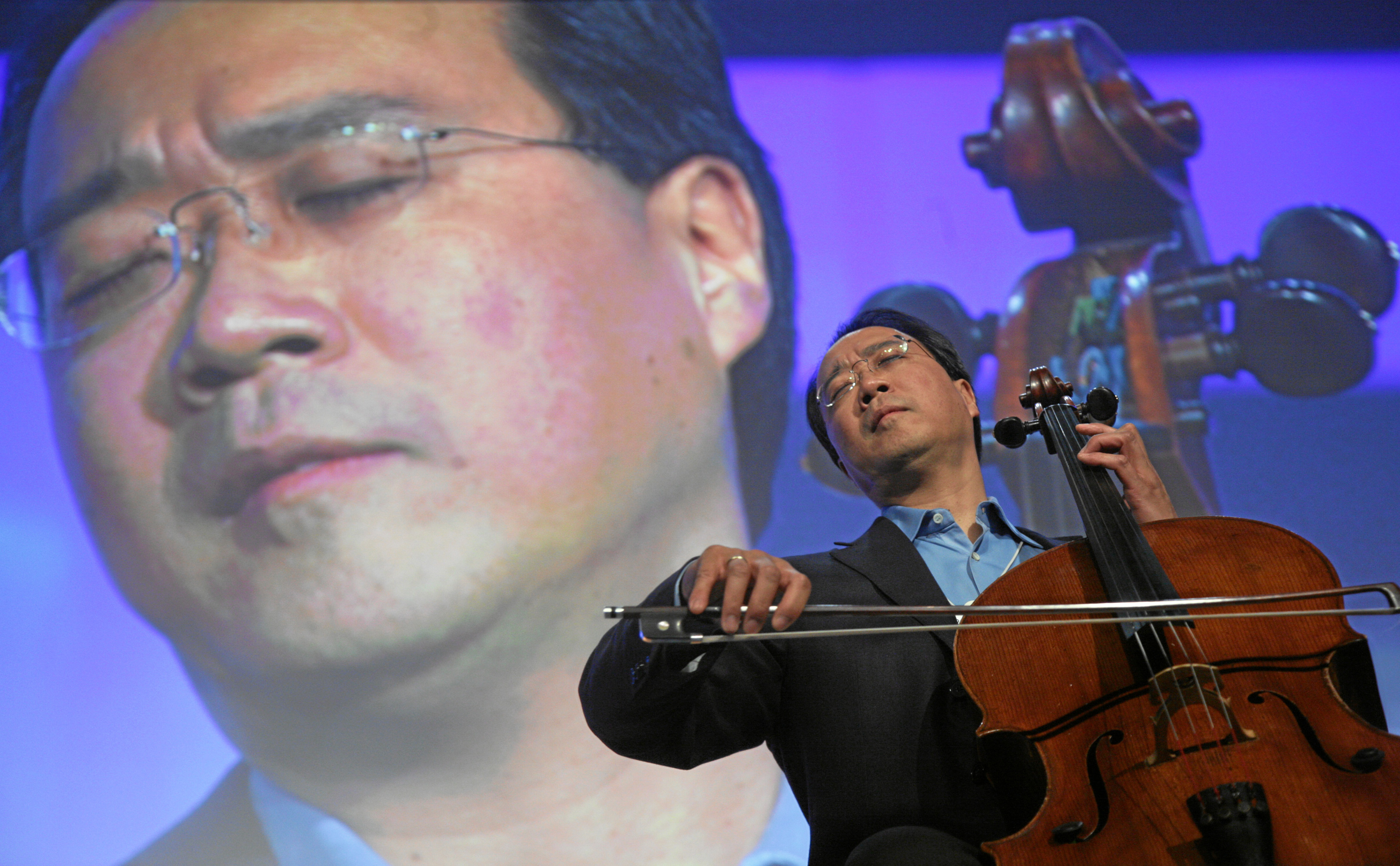
اجرا در مجمع جهانی اقتصاد، گردهمایی ۲۰۰۸ داوس
اجرا برای رئیس جمهور آمریکا (رونالد ریگان و نانسی ریگان) در کاخ سفید در ۱۹۸۷